# Eacles ormondei
Eacles ormondei är en fjärilsart som beskrevs av William Schaus 1889. Eacles ormondei ingår i släktet Eacles och familjen påfågelsspinnare. Inga underarter finns listade i Catalogue of Life.